# 가자 전쟁 (2008–2009년)
가자 전쟁(Gaza War)은 이스라엘이 2008년 12월 27일 오전 11시 30분(UTC 9:30)에 하마스의 로켓 공격을 최소한 하기 위한 명목으로 가자 지구를 공습한 계기로 시작된 이스라엘과 하마스 간 전쟁이다. 이 전쟁은 2009년 1월 18일 이스라엘이 처음 일방적으로 휴전을 선언하고, 그로부터 약 12시간 후에 하마스 측에서 1주일간의 휴전을 선언하면서 끝나게 되었다. 작전명은 'Operation Cast Lead'(히브리어: מבצע עופרת יצוקה)였다.

## 전쟁의 진행

### 12월 27일 이전
2008년 12월 19일에 가자 지구를 점령하고 있던 하마스와 이스라엘의 이집트의 중재로 이루어졌던 6개월 간 휴전이 종료되면서 이스라엘 군이 무장대원 3명을 사살하자 팔레스타인은 보복으로 23일부터 24일에 걸쳐 이스라엘 영토를 향해 70발 이상의 로켓탄을 발사했다. 그러자 이스라엘 군은 2008년 12월 27일 오전 11시 30분 하마스에 대한 공격으로 전쟁이 시작되었다.

### 12월 31일
이스라엘이 프랑스의 베르나르 쿠슈네 외무장관이 제안한 48시간 동안의 하마스에 대한 휴전 제안을 거부했다.위갈 팔모르 이스라엘 외무부 대변인은 "이번 휴전안은 하마스의 로켓공격과 밀수 방지에 대한 보장이 담겨있지 않다"며 "이같은 공격을 멈출 장치가 없이 이스라엘만 일방적으로 휴전을 하는 것은 비현실적이다"고 지적했다. 이 날까지 390명 이상 숨지고 1700여명이 부상당했다. 입을 열지 않던 조지 W. 부시 미국 대통령도 이날 팔레스타인 자치정부의 마흐무드 압바스 수반과 살람 파예드 총리에게 전화를 걸어 휴전방안을 논의했다. 하마스는 가자지구에 대한 국경봉쇄를 풀 경우 휴전안을 논의해 볼 수 있다는 입장이다.

### 1월 1일
이스라엘의 공습으로 하마스 지도자인 니자르 라얀과 그의 가족 4명이 숨졌다. 이 날 사망자 수는 402명을 넘어섰고 부상자 수는 2,098명을 넘어섰다.
이날 이스라엘의 공습으로 희생된 팔레스타인인은 10명에 달한다. 이로써 이번 전쟁에서 목숨을 잃은 팔레스타인인 수는 402명으로 늘어났고, 부상자는 2천98명이라고 가자 지구의 응급구조대 측은 AFP 통신에 전했다.
이에 맞서 하마스도 이날 중거리 그라드 로켓을 포함, 10발 이상의 추진탄을 이스라엘 쪽으로 쏘아 올렸으나 별다른 인명피해는 보고되지 않고 있다.

### 1월 3일
국제사회의 비난에도 불구한 미국의 승인으로 이스라엘 지상군 투입이 임박하고 있으나 하마스는 결사 항전할 의지를 밝히고 있다. 하마스는 이날 “고위 지도자인 아부 자카리아 알자말이 이스라엘군의 공습으로 부상당했다가 아침에 끝내 숨졌다”고 밝혔다. 숨진 알자말은 앞서 이스라엘군이 가자 접경을 넘어 하마스를 공격한 것과 관련 “가자지구를 침입할 경우 반드시 분쇄하겠다”고 경고했었다. 요르단의 주요 도시인 이르비드, 마안, 아카바에서 대학생, 변호사, 간호사, 어린이 등 각계각층의 반(反) 이스라엘 시위가 이어졌다.
반기문 유엔 사무총장은 세계 주요 국가 지도자들에게 이스라엘과 하마스의 휴전을 성사시키기 위한 방안으로 국제감시단 파견 등의 노력을 강화해 줄 것을 요구하였다. 각국 에서의 노력에도 불구하고 이 날 사망자 수는 하마스 군에서 437명을 넘어섰고, 부상자 수도 2300명을 넘어섰다.
이스라엘 지상군은 3일 오후 8시쯤 F-16 전투기와 탱크, 공격용 헬기, 포병을 동원해 지상전에 나섰다. 하마스 지도부는 “가자로 이르는 길은 이스라엘 병사를 위한 꽃으로 치장돼 있지 않다”면서 “지옥불이 타오르는 그 길이 이스라엘군의 무덤이 될 것”이라고 결사항전 의지를 밝혔다.
지상군 투입 이후 팔레스타인인이 최소 39명 숨졌고, 이 중 대부분이 민간인이다. 이스라엘군은 1명이 사망했다고 이스라엘 당국이 확인했다. 지난달 27일 이스라엘의 공습 개시 이후 팔레스타인인 사망자는 500명을 넘어섰고 부상자는 2500명을 넘는 것으로 집계됐다. UN 안전보장이사회는 3일 저녁 비상회의를 열어 이스라엘과 하마스 양측의 즉각적 휴전을 촉구하는 의장성명을 채택하려 했으나 미국의 반대로 무산됐다고, 유엔 안보리 의장을 맡고 있는 장 모리스 리페르 유엔주재 프랑스 대사가 밝혔다. 반기문 UN 사무총장은 별도 성명을 통해 양측의 즉각적인 공격 중단을 촉구했다.

### 1월 4일
3일 밤에 지상군 투입 이후 팔레스타인인이 최소 39명 숨졌고, 이 중 대부분이 민간인이라고 AFP통신이 전했다. 이스라엘군은 1명이 사망했다고 이스라엘 당국이 확인했다. 지난달 27일 이스라엘의 공습 개시 이후 팔레스타인인 사망자는 500명을 넘어섰고 부상자는 2500명을 넘는 것으로 집계됐다. 이스라엘군은 지상전 이틀째인 4일 가자지구 측면을 돌파해 가자를 남북으로 갈라놓은 뒤 중심도시인가자 시티를 포위했다. 앞서 이스라엘은 베이트라히야, 베이트하눈, 자발리야에서 하마스와 격렬한 전투를 벌였다. 하마스는 박격포를 발사하고 도로에 매설된 폭발물을 터뜨리며 반격했다. 이스라엘군은 하마스의 로켓 발사 진지 대부분을 장악했다고 주장하였고 반면 하마스는 이스라엘 병사 9명을 사살했다면서 “가자지구가 이스라엘 군인들의 거대한 무덤이 될 것”이라고 경고했다.
한편 유럽 연합(EU)이 이스라엘의 공격으로 피해를 받은 가자 지구 주민 구호를 위해 300만 유로(한화 약 54억 7572만원)를 지원한다. 4일 EU 집행위원회는 "이스라엘 군의 공습과 계속되는 접근 제한으로 타격을 받는 주민들의 기본적인 수요를 충족할 수 있도록 구호물자가 최대한 신속하게 분배될 것" 라고 말하며 가자지구에 대한 공격을 지상전으로 확대한 이스라엘군에게 국제법을 준수하고 고통을 당하는 사람들에 대한 접근을 허용할 것을 촉구했다.
4일 오전 가자지구를 관통하는 전면전을 전개하면서 아비탈 레이보피츠 이스라엘군 대변인은 “이번 작전의 목적은 가자지구 점령이나 하마스 축출이 아니라 하마스의 로켓 발사 능력을 무력화하는 것”이라고 밝혔다. 에후드 바락 이스라엘 국방장관은 지상군 투입 직후 “이번 작전은 쉽지도, 짧지도 않을 것이나 우리는 단호하다”고 말해 장기전 가능성을 배제하지 않았다.

### 1월 5일
계속되는 지상전에 의해 하마스가 조건없는 휴전을 원하고 있다고 이스라엘 일간 마리브가 보도했다. 하마스 고위 간부 아흐마드 유수프는 프랑스 뉴스채널 '프랑스 24'와의 전화 회견에서 "하마스는 이스라엘과 조건없는 휴전에 합의할 용의가 있다"며 "하마스는 가자지구가 평온을 되찾기 바란다"고 말했다. 이 휴전에 응하겠다고 나선 것은 이스라엘의 파상 공격으로 막다른 골목에 몰린 상황에서 생존을 위한 최선의 선택이라는 분석이다.
니콜라 사르코지 프랑스 대통령이 이날 중동지역 순방길에 나서는 등 국제사회의 휴전 중재 노력도 활성화되고 있으나 이스라엘이 이를 거부하고 있어 휴전 성사 여부가 불투명한 상태다. 또한 유럽 연합이 이스라엘과 하마스의 휴전을 제의했으나 거부하였다. 조건은 국제사회의 감시단을 파견해야 한다는 요구였다. 치피 리브니 이스라엘 외무장관은 EU 대표단과의 공동 기자회견에서 국제사회 감시단이 현 상황에 어떤 도움이 될지 모르겠다며 이스라엘은 감시단의 필요성을 전혀 느끼지 못한다고 말했다. 대한민국 정부는 5일 이스라엘과 팔레스타인 무장단체 하마스의 무력충돌로 고통받고 있는 가자 지구 내 팔레스타인 주민들에게 30만 달러의 긴급 구호 자금을 지원한다고 밝혔다. 이 날 외교통상부 문태영 대변인은 “현금 지원 방식이 될 것”이라고 설명했다. 이어 “한국 정부는 가자지구 및 인근 지역에서 무력충돌이 확대되고, 민간인을 포함한 많은 사상자가 발생하고 있는 데 대해 깊은 유감을 표명한다”면서 “중동 평화 정착은 대화를 통한 협상으로 달성될 수 있다는 점을 다시 강조하며, 관련 당사자들이 무력 사용을 즉각 중단하고 국제사회의 휴전 복귀 요청에 적극 호응할 것을 촉구한다”고 말했다.
이 날 사망자 수만 517명을 넘어섰고, 어린이 87명 사망. 2,500명이 넘게 다친 것으로 알려졌다. 이스라엘 측도 하마스의 저항으로 지상전이 시작된 뒤 병사 1명이 추가로 숨지는 등 모두 5명이 숨지고 50명 가량이 부상했다.

### 1월 6일~7일
이스라엘 군(軍)의 탱크가 6일, 가자 지구 북부 자발리야에서 유엔팔레스타인난민기구(UNRWA)가 운영하는 알 팍후라 학교를 향해 수 차례 포탄을 발사, 30명 이상을 숨지게 했다. 국제사회는 7일 일제히 이스라엘을 비난했다. 국제법상 가자지구의 유엔 시설은 전투가 금지된 지역인데도 이스라엘군은 지난달 27일 가자 사태가 시작된 이래 6일 네 번째로 유엔 시설을 공격했다.

## 사상자

2008-2009년 이스라엘-가자 지구 전쟁 사상자 통계
이스라엘인 사망자 / 부상자
팔레스타인인 사망자 / 부상자

2008년 12월 27일부터 2009년 1월 18일까지의 사상자는 오른쪽과 같다.

## 비판

### 국제법 위반에 관한 주장
국제법 아래에서는 적대하는 상대방은 서로 민간인과 전투원을 구분할 것을 적시하고 있다. 또한 공격 목표가 합법적으로 적절한 군사 시설이라고 확증되어야 한다. 그리고 그 목표가 시민들을 가능한 고통스럽지 않게 해야하는 것이 보증되어야 한다. 이러한 법칙에 대한 위반은 전쟁 범죄로 고려될 수 있다.

### 이스라엘군에 대한 주장
2008년 12월 27일, 국제 연합 인권이사회 팔레스타인 분쟁 지역 인권 상황 특별 기록관 리처드 팔크(Richard Falk)는 인권 상황 특별관으로서 조사 결과를 발표했다. 보고서는 이스라엘군의 공중 공격을 "심각하고 거대한 국제적인 인권에 대한 범죄"라고 비판했다. 리처드 팔크는 전쟁 범죄를 조사하기 위해 이스라엘 지도부에 대한 국제형사재판소의 공판을 실시해야 한다고 밝혔다.

### 유엔 학교 및 차량 공격
이스라엘 군은 유엔 학교와 유엔 구호트럭을 공격했다. 구호트럭은 피격 당시 구호활동 중이었으며 유엔마크와 깃발이 달려 있었다. 또한, 그 시각은 이스라엘이 스스로 정한 임시휴전시간(3시간)이었다. 이로 인해 유엔은 구호활동 중단을 선언했고, 이스라엘 군은 국제사회의 비난을 받았다.

## 각국의 반응

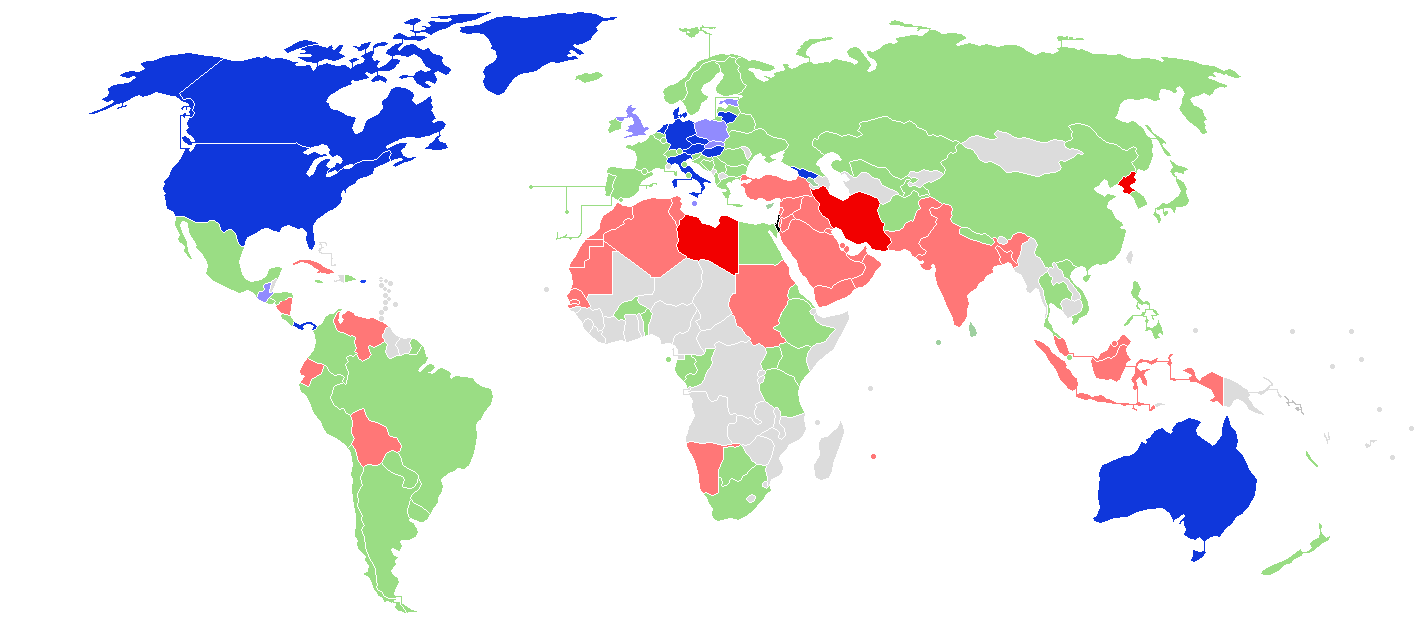
2008-2009년 이스라엘-가자 지구 전쟁에 대한 각국의 반응
이스라엘-가자지구
이스라엘의 입장지지/이스라엘의 정당방위로 규정
하마스를 비난
하마스의 입장 지지/하마스의 정당한 항거로 규정
이스라엘을 비난
양측간에 적대행위를 중단 요구 혹은 양측 모두를 비난
분쟁에 아무런 공식입장을 표명하지 않음

- 이스라엘 - 에후드 바라크 이스라엘 국방장관은 28일 미국 폭스뉴스와의 인터뷰에서 “우리에게 하마스와 휴전할 것이냐고 묻는 것은 미국에 알 카에다와 휴전할 것이냐고 묻는 것과 같다"라고 하였고[38] "군사작전은 필요한만큼 계속된다"라고 하였다. 하지만 후에 프랑스와 이집트의 공동 휴전안을 받아들였다. 하지만 총리와 외무부 장관, 그리고 국방부 장관 등 수뇌부의 의견이 달라 앞으로 어떻게 될지는 모른다.[38]
- 팔레스타인 - 마흐무드 압바스 팔레스타인 대통령은 카이로에서 하마스가 공격을 피할 수 있었다고 말했다.[39]
- 유엔 - 반기문 사무총장은 이날 밤 긴급 안전보장이사회를 소집하고, 이스라엘과 하마스 양측 모두가 폭력행위를 즉각 중단해야 한다고 촉구했다. 반기문 총장은 "하마스의 로켓공격에 따른 이스라엘의 안보불안을 알고 있으나 수많은 시민들을 죽게 한 폭력행위는 비난받아 마땅하다"고 지적했다.[40]
- 0아랍 연맹 - 2008년 12월 31일, 긴급 외무 장관 회의를 열어, 이스라엘을 침략국으로 규정하는 데 성공하였다.[40]
  -  리비아 - 리비아 외교성은 이스라엘의 공격에 대한 단호한 대응을 촉구했다.[40]
  -  레바논 - 푸아드 시니오라 총리는 12월 27일 이스라엘의 공습을 "범죄이자 대량학살 행위"로 규정하고 강력히 비난했으며 레바논 남부에서는 시위대 4000여명이 호스니 무바라크 이집트 대통령을 가리켜 "미국의 앞잡이"라고 원색적으로 비난했다.[40]
  -  요르단 - 요르단의 수도 암만에서는 수백명의 시민들이 거리로 몰려나와 하마스의 깃발을 흔드는 등 중동 곳곳에서는 반(反) 이스라엘 항의 시위가 펼쳐졌으며[40] 요르단 왕실과 정부는 이스라엘의 가자 폭격 직후부터 이스라엘을 강도 높게 비난하고 주변국을 상대로 중재외교에 나서는 한편 긴급구호물자 및 부상자 운송 등 인도적 지원을 아끼지 않고 있다. 요르단의 왕비는 "이스라엘의 침략행위는 정당하지 아니하다!"라고 비난 하였고, 압둘라 2세 국왕은 "이스라엘은 무고한 가자 주민을 살해하는 것으로 그들이 원하는 안보를 달성할 수 없다"고 비판하고 지난달 28일 암만에서 마무드 압바스 팔레스타인 자치정부 수반을 만나 의료지원과 난민 대피 등에 전폭적으로 협조할 것을 약속했다.[20]
  -  사우디아라비아 - 이스라엘과 아랍권의 화해를 중재해 온 사우디아라비아도 이스라엘을 비난했다.[40]
  -  예멘 - 예멘의 대통령 알리 압둘라 살레는 "야만적인 침략" (barbaric aggression) 이라고 비판했다.[41]
  -  쿠웨이트 - 쿠웨이트인들이 2009년 1월 3일에 수도 쿠웨이트시티에서 이스라엘의 가자지구에 대한 지속적인 공격을 비난하는 시위를 벌였다.[42]
- 튀르키예 - 이스라엘의 공격에 대해 "국제 평화를 저해하는 폭동" 이라고 답했다.[40]
- 브라질 - 이스라엘의 공격에 대해 "불공평한 행위" 라고 답했다.[40]
- 미국 - 부시 행정부는 이번 사태에서 이스라엘의 손을 들어주었으며,[43] 버락 오바마 대통령 당선자는 가자사태에 대한 언급을 자제하고 있다.[44]
- 프랑스 - 2009년 1월 3일에 프랑스 파리 등 주요 도시에서 시민들이 3일(현지시간) 이스라엘의 가자 지구 공격을 규탄하는 시위에 참여하였다.[45]
- 대한민국 - 2009년 1월 8일 대한민국 국회에서 이스라엘-팔레스타인 휴전 촉구 결의안이 통과되었다. 이 결의안에는 가자 지구에서 일어난 무력 충돌에 대한 깊은 우려와 관련 당사자들간의 휴전을 촉구하는 내용 등이 담겨있다.[46]

## 같이 보기
- 가자
- 가자지구
- 자유 가자 운동
- 요르단강 서안 지구
- 팔레스타인
- 이스라엘
- 이스라엘 정착촌